# Kazuoclytus fukienensis
Kazuoclytus fukienensis là một loài bọ cánh cứng trong họ Cerambycidae.